# Alf Duval
Alfred Walter "Alf" Duval, född 1 juli 1941 i Sydney i New South Wales, är en australisk före detta roddare.
Duval blev olympisk silvermedaljör i åtta med styrman vid sommarspelen 1968 i Mexico City.